# 飯田一弥
飯田 一弥（いいだ かずや、1986年3月10日 - ）は、兵庫県神戸市出身の元プロ野球選手（捕手）。右投右打。NPBでは育成選手であった。実弟は福岡ソフトバンクホークス、阪神タイガース、オリックス・バファローズに所属した元プロ野球選手の飯田優也。

## 経歴
神戸弘陵高時代、3年時の夏は兵庫県予選3回戦で敗退。甲子園出場経験は無し。
高校卒業後は、阪神大学野球連盟に加盟する関西国際大学へ進学。当初は3部リーグに所属していたが、1年時の春に3部リーグ優勝、秋には2部リーグ優勝を果たし1部リーグ昇格を果たす。2年時は、1部リーグでスタメンマスクを任される場面もあったが、3年時になり出場機会が減少し、後に大学も中退した。
2007年12月に四国・九州アイランドリーグのトライアウトに合格し、高知ファイティングドッグスに入団。1年目の2008年から、正捕手の座を掴み74試合に出場する。2年目の2009年も、正捕手として球団の後期優勝に貢献。リーグチャンピオンシップでは長崎セインツに勝利し年間優勝を達成する。さらに、BCリーグ・群馬ダイヤモンドペガサスとのグランドチャンピオンシップも3勝2敗で制し、独立リーグ日本一に輝いた。3年目の2010年も正捕手としてチームを支えたが、自身は打率.238、0本塁打と低迷した。オフには引退も考えたが、定岡智秋監督に説得され思いとどまる。4年目の2011年は、チームのキャプテンとなり打率.280、2本塁打を記録。
2011年10月27日、プロ野球ドラフト会議で福岡ソフトバンクホークスから育成7位の指名を受けて入団。同年のドラフト会議では、育成ドラフトも含めて最後の指名選手であった。なお、翌2012年のドラフト会議では、実弟の優也もソフトバンクから育成3位の指名を受けて入団している。
ソフトバンクへの入団後は、支配下登録選手への昇格を果たせないまま、2013年10月7日に球団から戦力外を通告。10月31日の自由契約公示を経て、現役を引退。12月12日に二軍のブルペン担当へ転身することが球団から発表された。長くブルペン捕手を務めたが、2019年3月25日付で退団することが発表された。
2023年現在は、クラブチーム・REXパワーズにてコーチを務めている。

## 選手としての特徴・人物
遠投115メートルの強肩であり、二塁送球も2秒前後を記録する。

## 詳細情報

### 年度別打撃成績
- 一軍公式戦出場なし

### 独立リーグでの打撃成績
| 年 度     | 球 団     | 試 合 | 打 数 | 得 点 | 安 打 | 本 塁 打 | 打 点 | 盗 塁 | 犠 打 | 犠 飛 | 四 球 | 死 球 | 三 振 | 打 率 |
| --------- | --------- | ----- | ----- | ----- | ----- | -------- | ----- | ----- | ----- | ----- | ----- | ----- | ----- | ----- |
| 2008      | 高知      | 74    | 215   | 18    | 55    | 1        | 25    | 4     | 8     | 5     | 20    | 7     | 33    | .256  |
| 2009      | 高知      | 73    | 209   | 18    | 58    | 2        | 25    | 0     | 8     | 1     | 19    | 7     | 33    | .278  |
| 2010      | 高知      | 74    | 214   | 21    | 51    | 0        | 17    | 3     | 7     | 0     | 23    | 2     | 34    | .238  |
| 2011      | 高知      | 63    | 175   | 25    | 49    | 2        | 24    | 6     | 9     | 5     | 27    | 5     | 23    | .280  |
| 通算：4年 | 通算：4年 | 284   | 813   | 82    | 213   | 5        | 91    | 13    | 32    | 11    | 89    | 21    | 123   | .262  |

### 背番号
- 27 （2008年 - 2011年）
- 139 （2012年 - 2013年）[8]
- 103 （2014年 - 2019年）[9]